# William Bridgeman (1er vicomte Bridgeman)
William Clive Bridgeman (31 décembre 1864 - 14 août 1935) est un homme politique et pair conservateur britannique. Il est ministre de l'Intérieur entre 1922 et 1924. Il est également connu comme joueur de cricket.

## Jeunesse et éducation
Bridgeman est né à Londres, au Royaume-Uni, le fils du révérend John Robert Orlando Bridgeman, troisième fils de George Bridgeman (2e comte de Bradford), et Marianne Caroline Clive. Il fait ses études au Collège d'Eton et à Trinity College, Cambridge. Pendant son séjour, il est secrétaire du Pitt Club.
Pendant son séjour à Cambridge, il joue au cricket de première classe pour le Cambridge University Cricket Club. Au-dessous de la première classe, il joue au niveau du comté pour le Shropshire, apparaissant 31 fois entre 1884 et 1903, réalisant un siècle en un match avec 159 points, tout en jouant au niveau du club pour Worthen et pour Blymhill dans le Staffordshire. En 1931, il est président du Marylebone Cricket Club.

## Carrière politique
Bridgeman entame très tôt une carrière politique, devenant secrétaire privé adjoint d'Henry Holland (1er vicomte Knutsford), le secrétaire aux Colonies (1889–1892), puis de Michael Hicks Beach (1er comte St Aldwyn), chancelier de l'Échiquier de 1895 à 1897. En 1897, il devient membre du London School Board et en 1904, il est élu au London County Council. En 1906, il est élu député d'Oswestry, occupant ce siège jusqu'à sa retraite en 1929. En 1909, il est nommé membre d'une commission royale d'enquête sur la sélection des juges de paix.
En 1911, Bridgeman devient whip de l'opposition et puis whip du gouvernement au sein du gouvernement de coalition Asquith en 1915. De 1915 à 1916, il est Lords du Trésor et directeur adjoint du War Trade Department. Avec la création de la coalition de Lloyd George en 1916, Bridgeman devient secrétaire parlementaire du ministère du Travail jusqu'en 1919, puis secrétaire parlementaire de la Chambre de commerce en 1919 et 1920, et secrétaire des mines de 1920 à 1922. Dans ces postes, Bridgeman est un adversaire des grèves et du socialisme, bien qu'il en soit venu à admirer des syndicalistes plus modérés. Il est nommé au Conseil privé le 13 octobre 1920.
En octobre 1922, Bridgeman est l'un des chefs de file de la révolte conservatrice contre les dirigeants de la coalition, et il devient ministre de l'Intérieur dans les nouveaux gouvernements conservateurs de Bonar Law et Stanley Baldwin de 1922 à janvier 1924. Il développe alors une réputation de dureté et de détermination, qui continue quand il est premier lord de l'amirauté de novembre 1924 à juin 1929. Tout au long de sa carrière, il est l'un des plus proches alliés du chef conservateur Stanley Baldwin. Bridgeman se retire des Communes en 1929, et le 18 juin de la même année est créé vicomte Bridgeman, de Leigh, dans le Shropshire.
Dans ses dernières années, il est président de diverses commissions et comités, ainsi que brièvement président de la BBC. Il devient juge de paix et sous-lieutenant du Shropshire et reçoit un doctorat honorifique en droit de l'Université de Cambridge en 1930.

## Famille
Lord Bridgeman épouse Caroline Beatrix Parker, fille de Cecil Thomas Parker et Rosamond Esther Harriet Longley, fille de Charles Thomas Longley, Archevêque de Cantorbéry, à Eccleston, Chester, le 30 avril 1895. Ils ont quatre enfants: 
- Robert Bridgeman (2e vicomte Bridgeman) (1896-1982)
- Geoffrey Bridgeman (en) (1898-1974), père de l'homme politique Robin Bridgeman (1930-)
- Anne Bridgeman (1900-1900)
- Maurice Bridgeman (1904-1980)

Lord Bridgeman est décédé à Leigh Manor, Shropshire, le 14 août 1935, à l'âge de 70 ans, et est enterré dans le cimetière de Hope près de Minsterley trois jours plus tard. La vicomtesse Bridgeman est décédée en décembre 1961.